# Стоян Кръстев
Стоян Кръстев (на сръбски: Стојан Крстић или Stojan Krstić, Стоян Кръстич) е македонски сърбоманин, деец на Сръбската пропаганда в Македония.

## Биография
Роден е в 1850 година в стружкото село Лабунища, тогава в Османската империя. Става български екзархийски свещеник, но влиза в конфликт с новоназначения в 1890 година митрополит Синесий Преспански и Охридски и минава на сръбска страна. Малко по-късно на 31 октомври (нов стил) е убит, като сърбите представят убийството му като българско дело, а за основен подстрекател се сочи Синесий. Поп Стоян е обявен за мъченик на сръбската идея и убийството предизвиква бурни реакции в Белград. Османското разследване установява, че убийството е дело на албанец и е предизвикано от лична свада, като такова съобщение излиза и във вилаетския официален вестник. В спомените си Синесий Охридски пише, че при пристигането му в епархията поп Стоян вече е бил сърбоманин и отхвърля всякакво участие в убийството му. Според валията поп Стоян е убит от разбойници, тъй като и самият той бил разбойник. Попът имал сестра блудница, при която често идвали арнаути разбойници, които и го убили.
На 14 август 1904 година в Подгорци е убит и синът му Ставри. В Белград, на Звездар, в 1920 година улица е кръстена „Поп Стоянова“.
Видният български историк и дипломат Симеон Радев описва случката така:
| „ | Малко след пристигането си в Охрид, Синесий отишъл да служи в Подгорица, село, дето поп Стоян бе свещеник. Щом пристигнал там обаче, казали му, че поп Стоян, макар и предупреден, отнесъл ключовете от църквата и отсъствувал. Синесий казал да разбият вратата на църквата и служил в нея. Не се минало един месец, и поп Стоян паднал убит. Вик се вдигна тогава от вестниците в Белград, че убийството станало по заповед на Синесий, тъй като поп Стоян се бил отказал от Екзархията и заявил, че е сърбин. Една анкета на турските съдебни власти установи, че убиецът бил един албанец, личен враг на поп Стоян, скаран с него заради някакъв имот. Заключението на анкетата бе публикувано в официалния орган на вилаета в Битоля. Нищо обаче не можа да разпръсне умишлените сръбски предубеждения. Белградските вестници не преставаха да сочат Синесия като убиец от поп Стояна те направиха национален герой – първият мъченик на тяхната пропаганда. Синът му бе възпитан в Белград и през царуването на крал Александър стана сенатор. | “ |

Синовете му Серафим и Стоян са сръбски политици.